# タブクリア
タブクリア(TaB clear) は、1993年にアメリカのコカ・コーラ社から発売された炭酸飲料。

## 概要
タブ（TaB）は1962年に登場したコカコーラ社初のノンカロリーのコーラ風味飲料であり、タブクリアはこれの無色透明版として開発された。タブは伝統的にサッカリンを甘味料として使用していたのに対して、タブクリアはアスパルテームが使用された。
日本では当時、フジテレビの『FNNニュースレポート23:00』や日本テレビの『マジカル頭脳パワー!!』などで有名だった政治評論家の俵孝太郎を統一広告キャラクターとして起用。発売前より「コカ・コーラがまったく新しい飲料を発売する」というCMで煽り、発売後は「考えたってしょうがない」という言葉をキャッチコピーにしたCMが放送されていた。
当時アメリカで人気だったクリスタルペプシなどのクリアコーラのブームは日本には波及せず、またオリジナルのタブが発売されていないこともあって、人気には繋がらなかった。タブクリアはアメリカ、イギリス、日本など各国で同時発売されたが、いずれも不評のため1年足らずで製造中止となっている。

## 関連商品や類似商品
- 日本での発売時、タブクリアをフローズンにした「ラムクリア」という商品も発売されていた。
- 日本では、クリアコーラ製品としてタブクリア発売よりも前の1984年に、森永製菓から「ミラクルアルファ・ホワイトコーラ」という商品が販売されていた。こちらも販売開始から1年程度で終売となる（その後、復刻版として限定発売されたことはある）。
- 2018年6月11日、ほぼ同様（レモン風味・強炭酸・スクラロース使用）の透明なコーラ・「コカ・コーラ クリア」が日本限定で発売される[3]。